# Final da Liga Europa da UEFA de 2019–20
A Final da Liga Europa da UEFA de 2019-2020 foi a partida final da Liga Europa da UEFA de 2019–20, a 49.ª final da segunda principal competição de clubes de futebol da Europa organizada pela UEFA e a 11.ª desde que foi renomeada de Copa da UEFA para Liga Europa da UEFA. Foi disputada em 21 de agosto de 2020 no RheinEnergieStadion, em Colônia. 
O campeão ganhará o direito de disputar a Supercopa da UEFA de 2020 contra o campeão da Liga dos Campeões da UEFA de 2019–20. Eles também se classificarão, automaticamente, para a fase de grupos da Liga dos Campeões da UEFA de 2020–21, já que as duas equipes finalistas se classificaras por seus campeonatos nacionais, a vaga  reservada foi dada ao Rennes, 3º lugar da Ligue 1 de 2019–20, a quinta associação classificada de acordo com a lista de acesso da próxima temporada. 

## Escolha da sede
Um concurso público foi lançado em 22 de setembro de 2017 pela UEFA para selecionar os locais das finais da UEFA Champions League, UEFA Europa League e UEFA Women's Champions League em 2020. As federações tinham até 31 de outubro de 2017 para manifestar interesse e dossiês de candidatura deve ser apresentado até 1 de março de 2018. As federações anfitriãs dos jogos da Eurocopa de 2020 não foram autorizadas a participar na final da UEFA Europa League de 2020.
A UEFA anunciou em 3 de novembro de 2017 que duas associações se interessaram em sediar a Final da Liga Europa de 2019-20.
| País     | Estádio           | Cidade | Capacidade |
| -------- | ----------------- | ------ | ---------- |
| Polônia  | PGE Arena Gdańsk  | Gdańsk | 43,615     |
| Portugal | Estádio do Dragão | Porto  | 50,035     |

O PGE Arena Gdańsk foi selecionado pelo Comité Executivo da UEFA durante a sua reunião em Kiev em 24 de maio de 2018.  Mas devido a Pandemia de COVID-19 na Europa, em 17 de junho de 2020, o Comité Executivo da UEFA mudou o local da final para o RheinEnergieStadion, em Colônia, repassando Gdańsk para sediar a final em 2021. 

## Equipes
Na tabela seguinte, as finais até 2009 foram na época da Copa da UEFA e as desde 2010 são na era da Liga Europa.
| Time           | Vezes que chegou à final (negrito indica que venceu) |
| -------------- | ---------------------------------------------------- |
| Sevilla        | 5 (2005-06, 2006-07, 2013-14, 2014-15 e 2015-16)     |
| Internazionale | 4 (1990–91, 1993–94,1996–97 e 1997–98)               |

## Caminho até a final
Nota: Em todos os resultados abaixo, os gols dos finalistas é dado primeiro (C: casa; F: fora).
Fonte: UEFA
| Pos. | Equipe        | Pts |
| ---- | ------------- | --- |
| 1    | Sevilla       | 15  |
| 2    | APOEL         | 10  |
| 3    | Qarabağ       | 5   |
| 4    | F91 Dudelange | 4   |

| Pos. | Equipe            | Pts |
| ---- | ----------------- | --- |
| 1    | Barcelona         | 14  |
| 2    | Borussia Dortmund | 10  |
| 3    | Internazionale    | 7   |
| 4    | Slavia Praha      | 2   |

## Partida

### Detalhes
A equipa "mandante" (para efeitos administrativos) será determinada por um sorteio adicional realizado após o sorteio da fase quartas de final.
| 21 de agosto de 2020 | Sevilla                             | 3 – 2     | Internazionale              | RheinEnergieStadion                |
| 21:00 (UTC+2)        | De Jong 12', 33' · Lukaku 74' (g.c) | Relatório | Lukaku 5' (pen) · Godín 36' | Público: 0 Árbitro: Danny Makkelie |

| Sevilla | Inter |

| GK              | 13 | Yassine Bounou    |     |     |
| RB              | 16 | Jesús Navas (c)   |     |     |
| CB              | 12 | Jules Koundé      |     |     |
| CB              | 20 | Diego Carlos      | 4'  | 86' |
| LB              | 23 | Sergio Reguilón   |     |     |
| CM              | 24 | Joan Jordán       |     |     |
| CM              | 25 | Fernando          |     |     |
| CM              | 10 | Éver Banega       | 45' |     |
| RW              | 5  | Lucas Ocampos     |     | 71' |
| CF              | 19 | Luuk de Jong      |     | 85' |
| LW              | 41 | Suso              |     | 77' |
| Substitutos:    |    |                   |     |     |
| GK              | 1  | Tomáš Vaclík      |     |     |
| GK              | 31 | Javi Díaz         |     |     |
| DF              | 3  | Sergi Gómez       |     |     |
| DF              | 18 | Sergio Escudero   |     |     |
| DF              | 36 | Genaro Rodríguez  |     |     |
| DF              | 40 | Pablo Pérez       |     |     |
| MF              | 17 | Nemanja Gudelj    |     | 86' |
| MF              | 21 | Óliver Torres     |     |     |
| MF              | 22 | Franco Vázquez    |     | 77' |
| FW              | 11 | Munir             |     | 71' |
| FW              | 28 | José Lara         |     |     |
| FW              | 51 | Youssef En-Nesyri |     | 85' |
| Treinador:      |    |                   |     |     |
| Julen Lopetegui |    |                   |     |     |

| GK            | 1             | Samir Handanovič (c) |     |     |
| CB            | 2             | Diego Godín          |     | 90' |
| CB            | 6             | Stefan de Vrij       |     |     |
| CB            | 95            | Alessandro Bastoni   | 55' |     |
| CM            | 23            | Nicolò Barella       | 41' |     |
| CM            | 77            | Marcelo Brozović     |     |     |
| CM            | 5             | Roberto Gagliardini  | 73' | 78' |
| RW            | 33            | Danilo D'Ambrosio    |     | 78' |
| LW            | 15            | Ashley Young         |     |     |
| CF            | 9             | Romelu Lukaku        |     |     |
| CF            | 10            | Lautaro Martínez     |     | 78' |
| Substitutos:  |               |                      |     |     |
| GK            | 27            | Daniele Padelli      |     |     |
| DF            | 13            | Andrea Ranocchia     |     |     |
| DF            | 31            | Lorenzo Pirola       |     |     |
| DF            | 34            | Cristiano Biraghi    |     |     |
| DF            | 37            | Milan Škriniar       |     |     |
| MF            | 11            | Victor Moses         |     | 78' |
| MF            | 12            | Stefano Sensi        |     |     |
| MF            | 20            | Borja Valero         |     |     |
| MF            | 24            | Christian Eriksen    |     | 78' |
| MF            | 87            | Antonio Candreva     |     | 90' |
| FW            | 7             | Alexis Sánchez       |     | 78' |
| FW            | 30            | Sebastiano Esposito  |     |     |
| Treinador:    |               |                      |     |     |
| Antonio Conte | Antonio Conte | Antonio Conte        | 18' |     |

Assistentes:

Mario Diks (Países Baixos)

Hessel Steegstra (Países Baixos)

Quarto árbitro:

Anastasios Sidiropoulos (Grécia)

Árbitro assistente de vídeo:

Jochem Kamphuis (Países Baixos)

Assistentes do árbitro assistente de vídeo:

Kevin Blom (Países Baixos)

Paweł Gil (Polônia)

Árbitro assistente de vídeo para impedimentos:

Tomasz Sokolnicki (Polônia)
|  | Regulamento - 90 minutos. - 30 minutos de prorrogação caso haja empate no tempo normal. - Persistindo o empate, o vencedor será decidido nas penalidades máximas. - Doze jogadores substitutos. - Máximo de cinco substituições, com uma sexta sendo permitida em caso de prorrogação. |